# Klepper (Surfbretthersteller)
CS Wassersportgeräte GmbH & Co. Bootsbau KG, vormals Klepper Beteiligungs GmbH & Co. Bootsbau KG war ein Surfbrett-Hersteller mit Sitz in Rosenheim, der von 1980 bis 1988 mit der Marke KLEPPER als Marktführer in der Surfbrettbranche galt. Das Unternehmen entstand, als sich die Firma Klepper in die Klepper Faltbootwerft und die spätere CS Wassersportgeräte aufspaltete. 

## Geschichte

### Entstehung
Das Unternehmen ging aus der renommierten Klepper-Werke GmbH & Co. KG, Rosenheim, hervor, das im Jahre 1919 in Rosenheim von Johann Klepper, Schneidermeister, gegründet wurde, Faltboote und später auch Kleidungsstücke aus Gummi imprägnierten Stoffen fertigte und mit dem Klepper-Mantel in der Nazizeit Wehrmacht, Reichsbahn und die Gestapo belieferte.
1972 veräußerte Hans Jürgen Klepper, ein Enkel des Gründers Johann Klepper, das Unternehmen an den Augsburger Unternehmer Herbert Michalke. Dieser teilte das Unternehmen 1977 in zwei getrennte Kommanditgesellschaften für die Sparten Bekleidung und Bootsbau. Es entstand einerseits die Klepper Beteiligungs GmbH & Co. Bootsbau KG und andererseits die Klepper Bekleidungsfabrik GmbH & Co. KG (später Klepper Sportswear). Die Bootsbau KG übertrug Michalke auf seine Tochter Monika Baubkus, die für diese Gesellschaft als Gründungsgesellschafterin auftrat.
1980 stellte Monika Baubkus die Produktion von Faltbooten ein und vergab dafür eine Lizenz an Hermann Siegesmund Walther, damals Vorstand der Thyssen AG. Dieser gründete 1981 die Klepper Faltbootwerft HS Walther GmbH, die in dem Klepperwerk in Rosenheim die Produktion von Faltbooten aufnahm und im Jahre 2000 in die Klepper Faltbootwerft AG umgewandelt wurde. Die Aktien wurden an Berliner Börse notiert. Diese Firma besteht heute noch als Klepper Faltbootwerft.
Da Klepper Beteiligungs GmbH & Co. Bootsbau KG mit der Lizenzvergabe selbst kein Recht mehr hatte, Faltboote zu bauen, konzentrierte sie sich den in den 1980er Jahren beginnenden Markt für Surfbretter. 

### Boom
Der Markt für Surfbretter boomte in den 1980er Jahren. Klepper setzte weltweit pro Jahr 25.000 Surfbretter ab und erzielte damit einen jährlichen Umsatz von 26 bis 30 Mio. DM.
Das Geschäft wurde weiterhin unter dem Namen Klepper Beteiligungs GmbH & Bootsbau KG geführt. Erst kurz vor dem Konkurs 1988 wurde der Name in CS Wassersportgeräte GmbH & Co. Bootsbau KG gewandelt, um den Namen Klepper nicht zu beschädigen.

### Absturz
1987 stellte die bisherige Lieferantin des Materials der Außenhaut der Surfbretter, die Firma Belablast GmbH in Wiesbaden, die Produktion dieses Materials ein. Klepper Bootsbau war gezwungen, für die Außenhaut der Surfbretter einen neuen Lieferanten und damit auch ein neues Material zu suchen. Die Firma Röhm GmbH chemische Fabriken, Darmstadt, war bereit ein ähnliches Material, das Polycarbonat Makrolon 3103, zu liefern. 
Mit dem Auswechseln des Materials war sowohl eine Veränderung der Technologie, als auch des Produktionsverfahrens verbunden. Daraus entstanden technische Probleme, die Klepper so kurzfristig nicht löste. Die Umstellung von Technik und Produktion verzögerte den Beginn für die Surfsaison des Jahres 1988. Die ersten Surfbretter mit dem neuen Material wurden im Februar 1988 ausgeliefert. Holländische Abnehmer gaben erste Hinweise auf einen Serienschaden. Die Kunden reklamierten bei ihren Händlern, dass sich im Gebrauch nach kurzer Zeit auf der Außenhaut der Surfbretter an der Oberfläche Haarrisse zeigten, die zu Bruchstellen führten und damit die Verwendungsfähigkeit der Bretter beeinträchtigen. Als die Surfsaison 1988 begann, stürzte auf das Unternehmen eine Lawine von Reklamationen ein. Zahlungen für die verkauften Bretter wurden verweigert. 3000 Bretter wurden zurückgegeben.
Die Gesellschafterin, Monika Baubkus, führte dem Unternehmen noch eine Liquidität in Höhe von 6 Mio. DM zu, die jedoch nicht ausreichte, die Verluste auszugleichen. Deshalb fasste sie am 28. Juli 1988 den Beschluss, das Unternehmen zu liquidieren.

### Konkurs
Das Unternehmen beantragte am 18. August 1988 beim Amtsgericht in Rosenheim die Eröffnung eines gerichtlichen Vergleichsverfahrens zur Abwendung des Konkurses. Das Gericht bestellte den Stuttgarter Rechtsanwalt Volker Grub zum vorläufigen Vergleichsverwalter. Seine Ermittlungen ergaben, dass auch die nach der Vergleichsordnung vorgesehene Mindestquote von 35 % nicht erreichbar war. Auch Verhandlungen mit Übernahmeinteressenten für das Unternehmen scheiterten. Das Gericht eröffnete daraufhin am 27. Oktober 1988 das Anschlusskonkursverfahren. Grub wurde auch als Konkursverwalter bestellt.
Der Konkursverwalter verfügte die Stilllegung eines Unternehmens, in dem bereits nicht mehr produziert wurde. 131 Arbeitnehmer des Unternehmens verloren ihre Arbeitsplätze. Er versuchte noch zu klären, wer für die Mängel an den Surfbrettern verantwortlich war, der Lieferant des Materials oder das Unternehmen selbst. Auch ein umfangreiches Gutachten des Sachverständigen Roland Wagemann aus Tattenhausen kam in der Schuldfrage zu keinem eindeutigen Ergebnis. Daher konnte kein Schadenersatz vom Lieferanten verlangt werden. Gleichzeitig schwoll die Reklamationswelle weiter an, sodass noch erwartete Zahlungen von Kunden ausfielen.

### Die Marke Klepper
Das Unternehmen verfügte noch über das Wortzeichen KLEPPER, das als deutsches Warenzeichen Nr. 665725 und in USA unter der Trademark No. 16.807 eingetragen war. Dieses wurde an die Schwestergesellschaft Klepper Sportswear in Rosenheim verkauft.